# 柳廣成
柳 廣成（ラウ クォンシン、粤語: lau5 gwong2 sing4、1990年 - ）は、香港の漫画家である。香港民主化デモをテーマとした『被消失的香港』をはじめとする、政治的な作品で知られている。日本の新字体を用いて柳広成とも表記される。

## 経歴

### 生い立ち
1990年、香港で誕生する。2歳で日本に移住し、9歳（8歳とも）までの幼少期を京都で過ごした。幼少期より絵を描くことを好み、6歳のときにはすでに漫画家を志していた。当時よりテレビアニメを視聴したり、『コロコロコミック』を読んだりしており、柳は当時を述懐して「絵を描くのが好きだと意識しはじめたときから、『星のカービィ』ばかり描いていました」と語っている。父親の失職を契機として、両親の故郷である山東省に移住するも、当時の日中関係が良好でなかったこと、また中国語をうまく話せなかったことを理由に、同級生だけではなく教師からもいじめを受けた。しかし、柳はポケモンや漫画のキャラクターのイラストを描くことができたため、同級生に受け入れられた。
山東省に移住した翌年には、家族とともに香港に再び移住する。当時の香港において、日本はポップカルチャーの中心地と理解されており、柳の学校での立ち位置は「180度大転換」した。また、彼は「民族の平等や多様な人種の尊重」、さらには言論の自由を重視する香港の教育に、感銘を受けた。柳はその後も香港に住み続けた。柳の兄は彼の画業を応援し、コピックマーカーやつけペン、ワコムのペンタブレットを購入してくれたが、両親は画業が安定した職業ではないという理由から、彼の進む道に反対しはじめるようになった。柳は香港中文大学芸術学科に進学し、水墨画や浮世絵を専攻したが、大学という場を息苦しく思った彼は、1年後に中退した。

### キャリア
柳は生計を立てるため、学校の壁画やイベント会場での似顔絵、クリスマス向けのガラス瓶の装飾といった、あらゆる仕事を受け入れた。彼は1パックあたり4香港ドルの生米を4回にわけて食べる、極貧生活を送った。こうしたなかでも、彼は漫画家としてのキャリアを追求し続けた。2017年、柳は他の香港の漫画家7人とともにアングレーム国際漫画祭に招待され、同イベント中の「The Pitch of Tension: Hong Kong Comics Power」で、香港人アーティスト7人とともに展示をおこなった。それまでインクとGペン、スクリーントーンを用いる、日本的な漫画の技法に慣れていた彼は、バンド・デシネの技法的な自由さに感銘を受け、それ以来鉛筆で漫画を描くようになった。
2018年5月、柳はオランダのゲームスタジオであるRusty Lakeと協働し、同社のゲームである「Cube Escape：Paradox」のコミックブックを発売した。これにあたって、石硤尾の Gallery Z で展覧会が開かれた。2019年より激化した香港民主化デモに、積極的に参加するようになった。とはいえ彼は漫画家として政治的言動をおこなうことは避けていたが、警察のビーンバッグ弾により、女性が目を負傷する事件を契機に、彼は漫画家としても政治活動をおこなうことを決意した。柳は「香港の実情を知ってもらいたい」という理由から、弾圧の様子を風刺した鉛筆画をSNS上に投稿するようになった。彼は地元紙の『明報』に、同年10月からの5ヶ月にわたり、風刺画を掲載した。しかし、このコラムがはじまると柳の仕事は激減し、彼は貯蓄に頼って生活せざるを得なくなった。2020年、柳は台湾の出版社である蓋亞から、『被消失的香港（日本語: 消えゆく香港）』を出版した。同年に成立した香港国家安全維持法により、自由な創作ができなくなると考えた彼は、2021年に台湾に移住し、台北にアトリエをかまえた。
2022年には、『報導者』より「困在隧道的青春（日本語: トンネルに閉じ込められた青春）」を発表し、台湾に留学したウガンダ人学生が不法就労者となってしまっている社会問題について描写した。2022年には、李昂のフェミニズム小説である『北港香爐人人插』の漫画版を発表した。また、2023年には慢工文化より、フレデリック・ドゥボミの脚本による『緬甸，最後一搏（日本語: ミャンマー、最期の抵抗）』を発表した。同書は『2月1日早朝、ミャンマー最後の戦争が始まった。』の邦題で、ナンミャケーカインによる翻訳のもと、寿郎社より日本語版が出版された。2024年には、香港の作家によるアンソロジーである『我香港，我街道』から、8作品を選んだ漫画版を発表した。

## 著作
- 『被消失的香港』、蓋亞文化有限公司、2020年7月8日、ISBN 9789863194927。
- 『報導者事件簿001：留學黑工』、報導者・李雪莉・楊智強・何柏均・嚴文廷・洪琴宣・ 楊子磊（共作）、蓋亞文化有限公司、2022年5月3日、ISBN 9789863196570。
- 『北港香爐人人插』、李昂（原作）、大辣、2022年9月23日、ISBN 9786269626625。
- 『緬甸，最後一搏』、フレデリック・ドゥボミ（原作）、慢工文化、2023年2月1日、ISBN 9786269649341。
  - 『2月1日早朝、ミャンマー最後の戦争が始まった。』、ナンミャケーカイン（訳）、寿郎社、2024年10月17日、ISBN 9784909281630。
- 『我香港，我街道』王樂儀・洪昊賢・周漢輝・梁莉姿・黃裕邦・楊彩杰・蔡炎培・鄧阿藍（原作）、二○四六出版、2024年7月3日、ISBN 9786269812349。